# 변화
변화(變化)는 세상에 존재하는 물체의 형상, 성질 등의 특징이 달라지는 것을 말한다. 특징이 강해지거나 약해질 수도 있고, 새롭게 되는 것도 변화라고 한다.
이것이 친숙한 경험이긴 하지만, 변화에 대한 분석은 소크라테스 이전부터 철학자들에게 차지된 사소한 문제를 제공한다.

## 같이 보기
- 무상